# フジグラン緑井
フジグラン緑井（フジグランみどりい）は、広島県広島市安佐南区に所在する、フジ・リテイリングが展開するショッピングセンターを核とする、複合商業施設（居住棟・ショッピングセンター・シネマコンプレックス）である。
この項目では、建物所有者の『緑井まちづくり株式会社』や、居住棟『緑井スカイステージ』についても扱う。

## 概要
緑井駅前再開発事業で建設した建物を『緑井まちづくり株式会社』が取得。フジ・リテイリングなどが入居する商業棟と、住居棟『緑井スカイステージ』で構成されている。
建物の所有者の『緑井まちづくり株式会社』の出資率は、地権者が60%。その他、広島市・地元の金融機関・町内会などが出資している。『緑井まちづくり株式会社』は、隣接している住居棟『緑井スカイステージ』も所有。周辺の循環バス事業や、立体駐車場を活用した緑井駅のパークアンドライドに100台分の駐車場提供も行っている。
2000年（平成12年）3月4日に再開発ビルの管理会社を設立した時点や、再開発工事の着手時点までは商業棟にはマイカルが出店し、「緑井サティ」になる予定だったが、2001年（平成13年）にマイカルが経営破たんした影響を受け、2003年（平成15年）にフジに変更され、2004年（平成16年）10月2日に「フジグラン緑井」として開業した。
パークアンドライドは、月額料金15,000円の利用料金で月額10,000円分フジの商品券で還付される事で、事実上月額5,000円で利用する事が出来る。
『緑井まちづくり株式会社』関連以外の近隣施設は、コジマ×ビックカメラ広島インター緑井店がペデストリアンデッキで連絡されている。またペデストリアンデッキは、住居棟『緑井スカイステージ』や緑井駅とも連絡している。かつては天満屋広島緑井店も隣接地にて営業しており、コジマ同様にペデストリアンデッキで連絡されていた。その後天満屋はフジに譲渡されることとなり、2022年（令和4年）6月30日に閉店。同年8月10日以降は『ラクア緑井』として段階的にオープンしている。
2019年（令和元年）6月にフジグラン緑井は店舗塔屋・サイン・立看板等を新ロゴに刷新した。
2022年（令和4年）10月4日、受水槽内で遺体が発見される事件が発生し、翌5日から無期限（実際の休業は同月7日まで）の臨時休業を行う。

## 商業棟
1階及び2階はフジ・リテイリングが出店（1階 食品館（旧 グランヴェスタ緑井店）、2階 衣料・くらしの品フロア（旧 グランフジ緑井店）。3階にはシネマコンプレックスのTOHOシネマズ緑井および、スポーツクラブのルネサンスなどが入居している。
4階および5階には、地域交流の場の緑井ギャラリー『passage』を『緑井まちづくり株式会社』が運営。4階以上は立体駐車場にしている。
現時点では、フジグラン店舗では採用例の少ない、新ロゴの看板を使用している店舗である（ただし一部除く）。

### 館内
- B1階 ： 地下駐車場
- 1階 ： 食品館、衣料・くらしの品フロア
- 2階 ： 衣料・くらしの品フロア、フードコート
- 3階 ： 衣料・くらしの品フロア、グルメアヴェニュー緑井
- 3階 ： TOHOシネマズ緑井、ルネサンス
- 4階・5階 ： 緑井ギャラリー『passage』、立体駐車場
- 6階・7階・8階 ： 立体駐車場
- R階 ： 屋上駐車場

### 売上高
フジから発表されている『平成20年2月期』から『平成22年2月期』の売上データである。『平成23年2月期』以降（2011年（平成23年）4月発表分）は店舗別のデータは公表されていない。なお、売上額の単位は百万円である。
| 期            | 売上額 | フジ全体での 売上順位 | 広島県内での 売上順位        | 前年比 | 出典                               |
| 平成20年2月期 | 9,781  | 6位                   | 3位 （広島・神辺に次いで）   | 104.8% | 平成20年2月期 決算・参考資料 (PDF) |
| 平成21年2月期 | 9,739  | 4位                   | 3位 （神辺・広島次いで）     | 99.5%  | 平成21年2月期 決算・参考資料 (PDF) |
| 平成22年2月期 | 8,815  | 7位                   | 3位 （神辺・東広島に次いで） | 非公表 | 平成22年2月期 決算・参考資料 (PDF) |

## TOHOシネマズ緑井
TOHOシネマズ緑井は、フジグラン緑井3階にあるTOHOシネマズ株式会社が経営・運営しているシネマコンプレックス（2008年2月29日までは東宝関西興行株式会社の経営・運営であった）。フジグラン緑井開業に先駆けて、『近未来の魅体験シアター 誕生。』のキャッチコピーで2004年（平成16年）10月1日に開業した。8スクリーンあり、一番入場人数が多い『SCREEN 2』が422人収容。8スクリーン合計1,360+19（車椅子席）人収容できる。
館内はバリアフリー構造を採用。スタジアム方式の劇場になっている。『SCREEN 2』は、音響効果THXに広島県で初めて対応。2011年現在で広島県内唯一の対応になっている。
広島県内のTOHOシネマズはここのみである。
| シアター名 | 一般座席数 | 車いす席数 | スクリーン サイズ | 備考    |
| SCREEN 1   | 116席      | 2席        | 3.5×8.4m          |         |
| SCREEN 2   | 422席      | 4席        | 5.9×14.1m         | THX対応 |
| SCREEN 3   | 231席      | 3席        | 4.4×10.5m         |         |
| SCREEN 4   | 94席       | 2席        | 2.4×5.7m          |         |
| SCREEN 5   | 133席      | 2席        | 3.2×7.7m          |         |
| SCREEN 6   | 104席      | 2席        | 2.4×5.8m          |         |
| SCREEN 7   | 130席      | 2席        | 3.8×9.1m          |         |
| SCREEN 8   | 130席      | 2席        | 3.8×9.1m          |         |
| 合計座席数 | 1,360席    | 19席       |                   |         |

## 居住棟
緑井スカイステージ（みどりいスカイステージ）は、広島県広島市安佐南区に所在する、超高層ビル（居住目的）。
広島県住宅供給公社により建築された。分譲用区画79戸・賃貸用区画27戸・権利者用区画11戸の計117戸分整備されている。下層階には商業施設が整備され、3階には、クリニックフロア（内科・歯科・婦人科）を整備している。

## アクセス
緑井駅前再開発事業で出来た施設のため、駅とはペデストリアンデッキで連絡。元々の緑井地区の立地条件より広島インターチェンジや祇園新道終点とも連絡している。
商業棟内に、1600台分の無料駐車場を整備している。また、近隣にあるラクア緑井やコジマ×ビックカメラ広島インター緑井店と提携して、合計2500台分の無料駐車場を確保している。